# Michigan Central Railroad

Karte des MC-Netzes (rot) während der größten Ausdehnung 1918

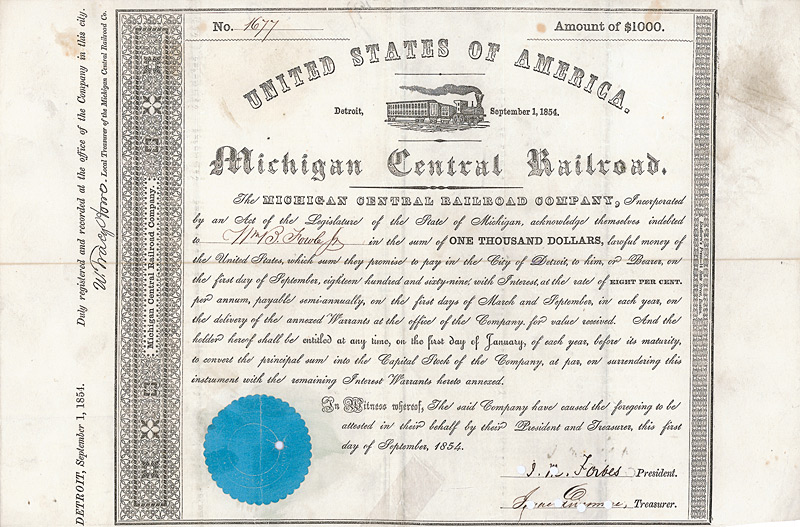
Anleihe der Michigan Central Railroad vom 1. September 1854

Die Michigan Central Railroad (MC) ist eine ehemalige Class-I-Bahngesellschaft in den Vereinigten Staaten. Sie geht auf die 1832 gegründete Detroit and St. Joseph Railroad zurück und trug ab 1846 den Namen Michigan Central Railroad. Bereits ab 1869 besaß die New York Central Railroad, in Besitz der Vanderbilts, größere Anteile der Bahngesellschaft, die sie 1930 formal pachtete. Mit Fusion der New York Central mit der Pennsylvania Railroad zur Penn Central 1968 hörte die Michigan Central auf zu existieren. Heute gehört ein Großteil der noch vorhandenen Gleisanlagen der Norfolk Southern Railway.

## Geschichte

### Anfangszeit
Die Detroit and St. Joseph Railroad wurde am 29. Juni 1832 gegründet, um eine Eisenbahnstrecke zwischen den namensgebenden Städten zu bauen. Der Bau begann 1836 in Detroit und am 22. April 1837 wurde die Bahngesellschaft an den neu gegründeten Staat Michigan verkauft. Der Staat benannte die Gesellschaft in Central Railroad of Michigan um und setzte den Bahnbau fort. Am 3. Februar 1838 war Ypsilanti erreicht, am 17. Oktober 1839 Ann Arbor, am 30. Juni 1841 Dexter, am 30. Dezember 1841 Jackson, am 12. August 1844 Marshall, am 25. November 1845 Battle Creek und am 2. Februar 1846 Kalamazoo. Hier stockte der Weiterbau, da die Bahngesellschaft zahlungsunfähig war. Der Staat Michigan stellte die Finanzierung ein und am 24. September 1846 übernahm die Michigan Central Railroad für zwei Millionen US-Dollar die Bahnstrecke. Sie war am 28. März des Jahres durch den Unternehmer John W. Brooks gegründet worden.

### Weitere Entwicklung im 19. Jahrhundert
Der neue Eigentümer setzte den Bahnbau fort, jedoch nicht nach St. Joseph, sondern in Richtung Chicago, und 1849 erreichte der Schienenstrang Michigan City. Da die Konzession nur für den Staat Michigan galt, erwarb die MC die Konzession der New Albany and Salem Rail Road für den Staat Indiana und erreichte im April 1852 ihren westlichen Endpunkt an der Grenze nach Illinois. Ab dort benutzten die Züge die Illinois Central Railroad bis Chicago mit.
Am 7. September 1854 pachtete die MC die Joliet and Northern Indiana Railroad, die am gleichen Tag von East Gary nach Joliet (Illinois) eröffnet wurde. Diese Gürtellinie stellte von Anfang an eine für den Güterverkehr wichtige Südumfahrung des Bahnknotens Chicago dar. Im September 1870 pachtete die MC die am 15. April 1869 gegründete Kalamazoo and South Haven Railroad, deren Bahnstrecke zwischen den namensgebenden Städten am 2. Januar 1871 eröffnet wurde. Mit Fertigstellung im Februar 1871 pachtete die Michigan Central auch die am 28. August 1868 gegründete Michigan Air-Line Railway, die am 19. März 1870 in Michigan Air-Line Railroad umbenannt wurde. Ihre Strecke verlief parallel zur MC-Hauptstrecke von Jackson über Union City und Niles nach South Bend. Zum 1. September 1871 wurde auch die Jackson, Lansing and Saginaw Railroad gepachtet, die eine Strecke von Jackson aus nordwärts bis Wenona besaß. Diese Strecke wurde 1874 bis Gaylord und in den 1880er Jahren bis Mackinaw City verlängert, wo eine Eisenbahnfähre den Anschluss an den nördlichen Landesteil Michigans herstellte.
Eine Zweigstrecke der Mackinaw-Strecke, die Pinconning Railroad und Saginaw Bay and Northwestern Railroad von Pinconning nach Gladwin einschließlich zahlreicher Waldbahnen, die von dieser Strecke abzweigten, konnte am 3. Mai 1879 erworben werden. Diese Bahngesellschaft wurde 1901 in die Jackson, Lansing and Saginaw Railroad eingegliedert. Am 22. März 1876 war die Glencoe, Pinconning and Lake Shore Railroad gegründet worden, die mit Eröffnung am 3. Mai 1879 in Pinconning Railroad umbenannt wurde. Ihr gehörte der Abschnitt von Pinconning bis Mount Forest, der Saginaw Bay and Northwestern die übrige Strecke.
Die Bahnstrecke von Detroit nach Bay City war ab dem 26. Februar 1881 in Besitz der Michigan Central. An diesem Tag erwarb die Bahngesellschaft die Detroit and Bay City Railroad. Nun wollte man eine Route nach Buffalo durch den Süden der kanadischen Provinz Ontario erwerben. Bereits seit 1876 befand sich die Canada Southern Railway in Besitz des Vanderbilt-Imperiums. Zum 1. Januar 1883 pachtete die Michigan Central diese Bahngesellschaft, deren Strecke von Windsor gegenüber von Detroit bis zur Hängebrücke an den Niagara-Fällen verlief. Von dort bis Buffalo besaß die New York Central eine Bahnstrecke.
Die Bay City and Battle Creek Railroad, deren Strecke von Bay City westwärts bis Midland verlief, wurde am 1. Juni 1890 durch die MC übernommen. Zusammen mit der Lake Shore and Michigan Southern Railway (LS&MS) besaß die MC ab 1890 die Battle Creek and Sturgis Railway, die zwischen den namensgebenden Städten verlief. Den Abschnitt von Battle Creek nach Findlay pachtete die Michigan Central, den übrigen Abschnitt die New York Central, der die LS&MS und auch große Teile der Michigan Central gehörte.

### Die Michigan Central Railroad im 20. Jahrhundert

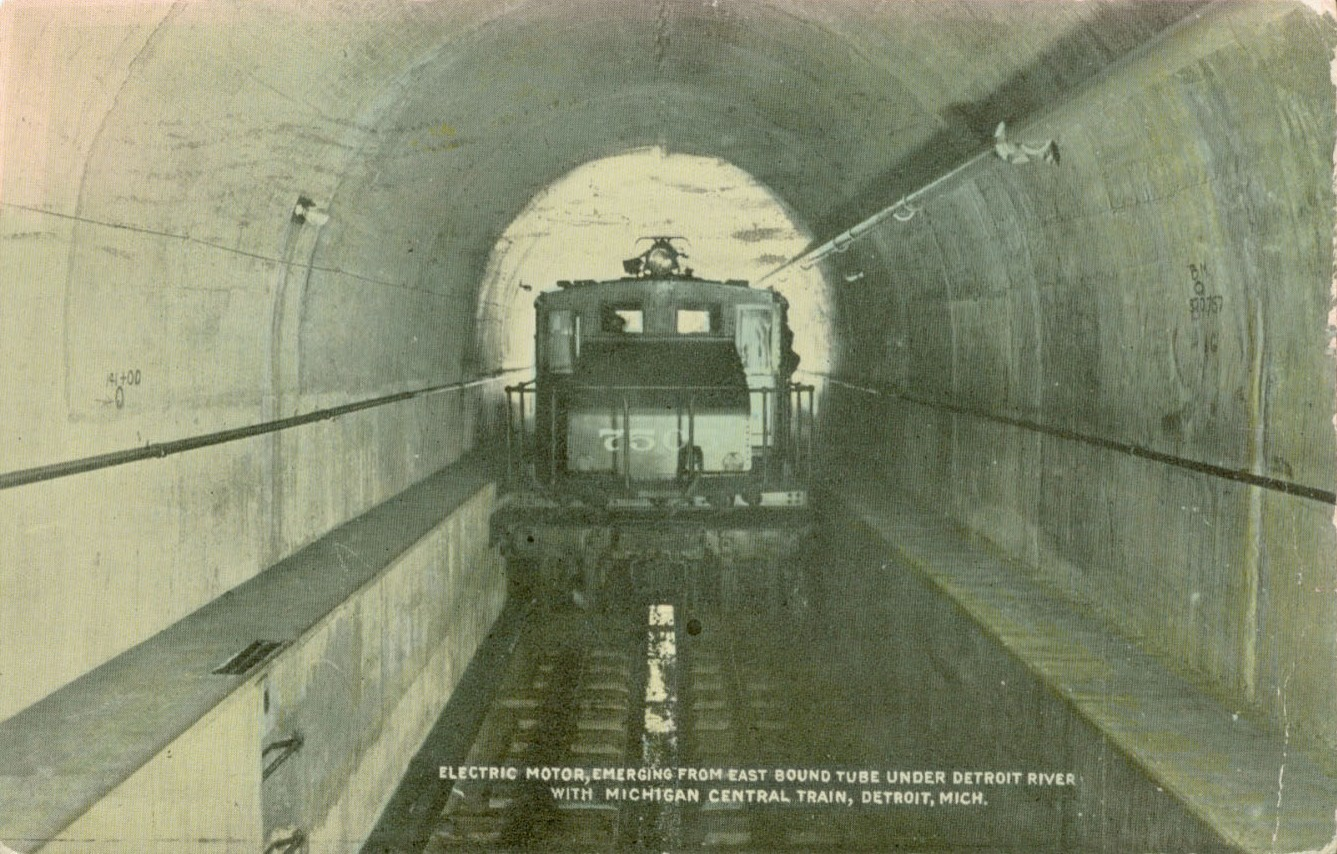
Detroiter Tunneleinfahrt in Richtung Ontario 1911.

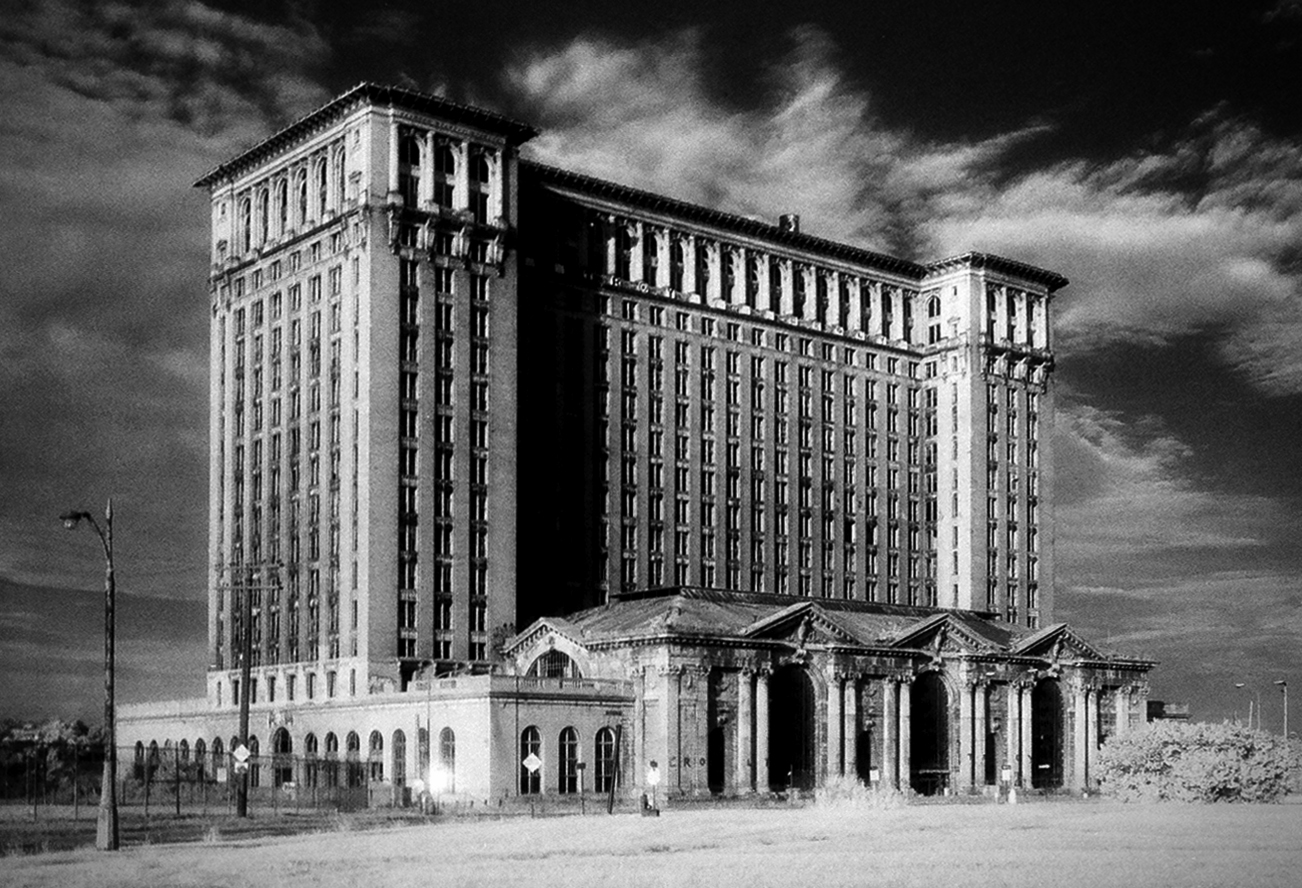
Verfallenes Hauptgebäude der Michigan Central Station in Detroit, 2008.

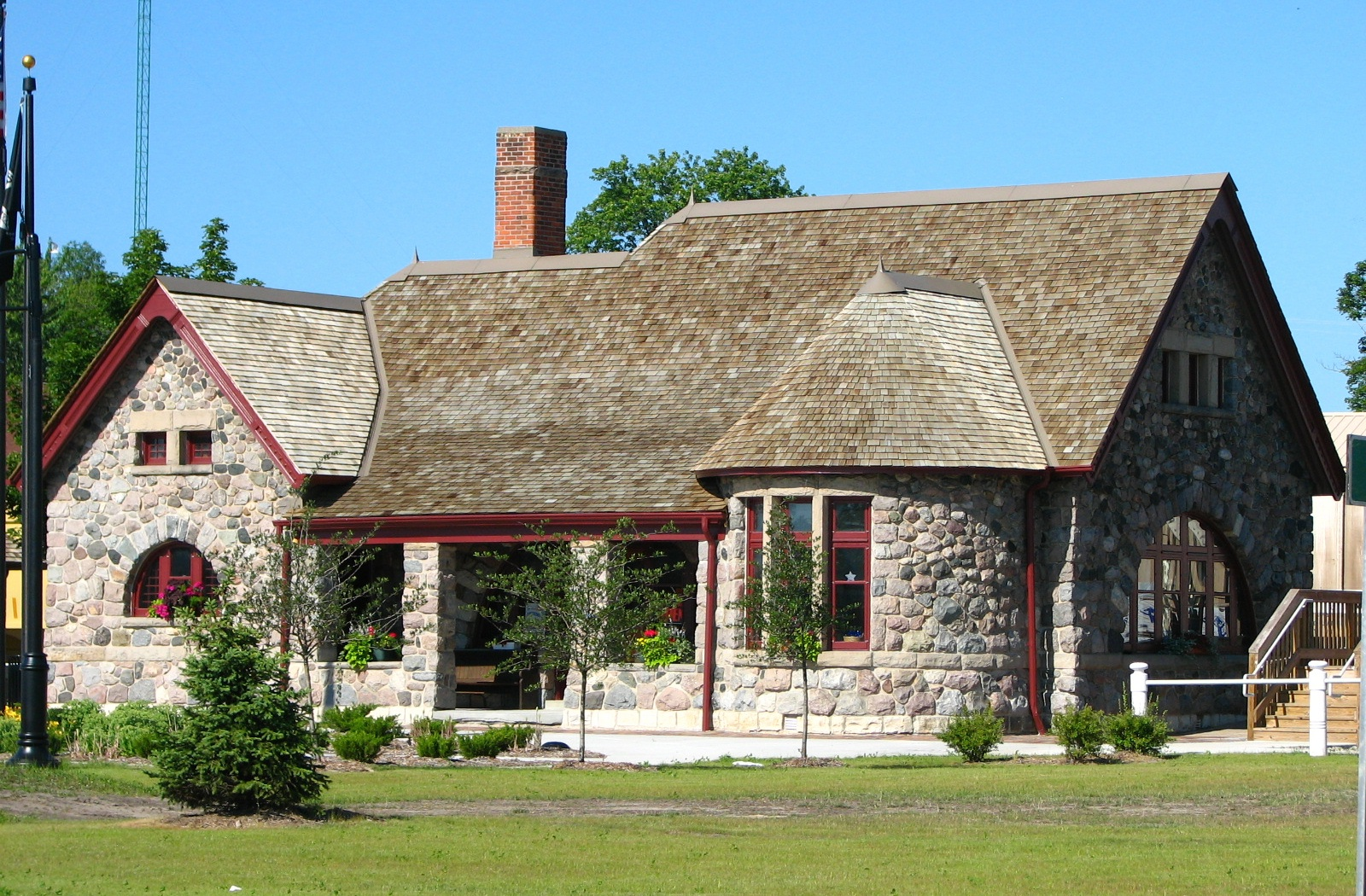
Das unter Denkmalschutz stehende Bahnhofsgebäude in Standish (Michigan) an der Strecke Jackson–Lansing, 2008.

Die Detroit and Charlevoix Railroad mit ihrer Zweigstrecke von Frederic nach East Jordan konnte am 1. Mai 1907 erworben werden. Am 19. Juni 1912 erwarb die MC die Buchanan and St. Joseph Railroad, deren Bahnstrecke von South Bend nach Benton Harbor verlief. Die Betriebsführung hatte die Michigan Central schon vorher auf dieser Strecke, über die sie nun doch noch die Stadt St. Joseph erreichte. Damit war der Streckenerwerb in Michigan abgeschlossen. 
Bereits seit 1883 verfügte die MC über eine Bahnstrecke nach Buffalo, die jedoch durch den Detroit River vom übrigen Netz abgetrennt war. Mit Eröffnung der neuen Michigan Central Station in Detroit am 26. Dezember 1913 endeten die Bauarbeiten an einer Verbindung der beiden Netze. Bereits am 26. Juli 1910 war durch die Detroit River Tunnel Company der Detroit River Tunnel mit einer Länge von 2530 Metern in Betrieb genommen worden, der die beiden Streckenenden verband. Die MC hatte die Tunnelgesellschaft bereits ab dem 19. Dezember 1906 gepachtet. Auf dem Weg nach Chicago mussten jedoch noch bis Ende 1913 die Züge im alten Detroiter Bahnhof wenden. Die Gleisanlage im Tunnel wurde elektrisch betrieben.
In zwei Schritten 1901 und 1916 fusionierte die Michigan Central mit ihren Tochtergesellschaften. Die Michigan Central wurde am 1. Februar 1930 formal durch die New York Central Railroad gepachtet. Mit dieser und der Pennsylvania Railroad fusionierte die MC am 1. Februar 1968 schließlich zur Penn Central, die wenige Jahre später in Conrail überging. Der größte Teil des MC-Netzes gehört nach Auflösung der Conrail zur Norfolk Southern Railway, der in Kanada liegende Abschnitt gehört der Canadian Pacific Railway.